# Nigerdelta

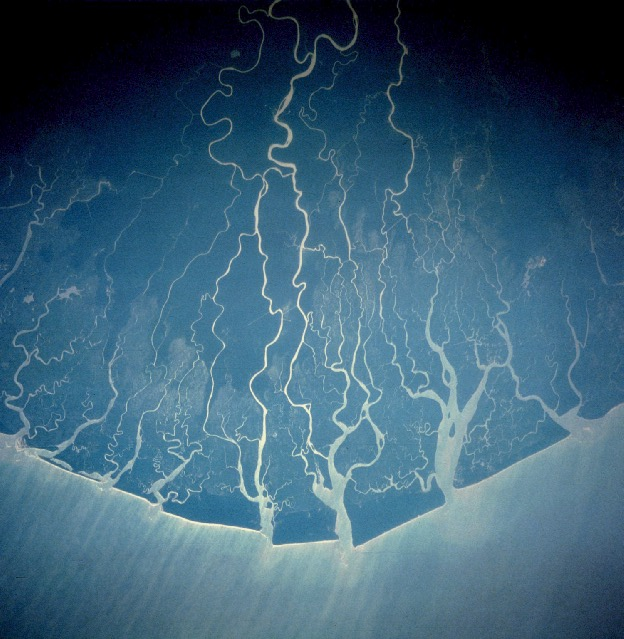
Nigerdelta (Space Shuttle-Bild)

Das Nigerdelta (oder auch Niger-Delta) ist das Mündungsdelta des Nigers in Nigeria. Der westafrikanische Fluss mündet westlich der Stadt Port Harcourt in den Golf von Guinea. Die Fläche des Deltas beträgt ungefähr 70.000 km2, seine Breite über 200 km.

## Geografie

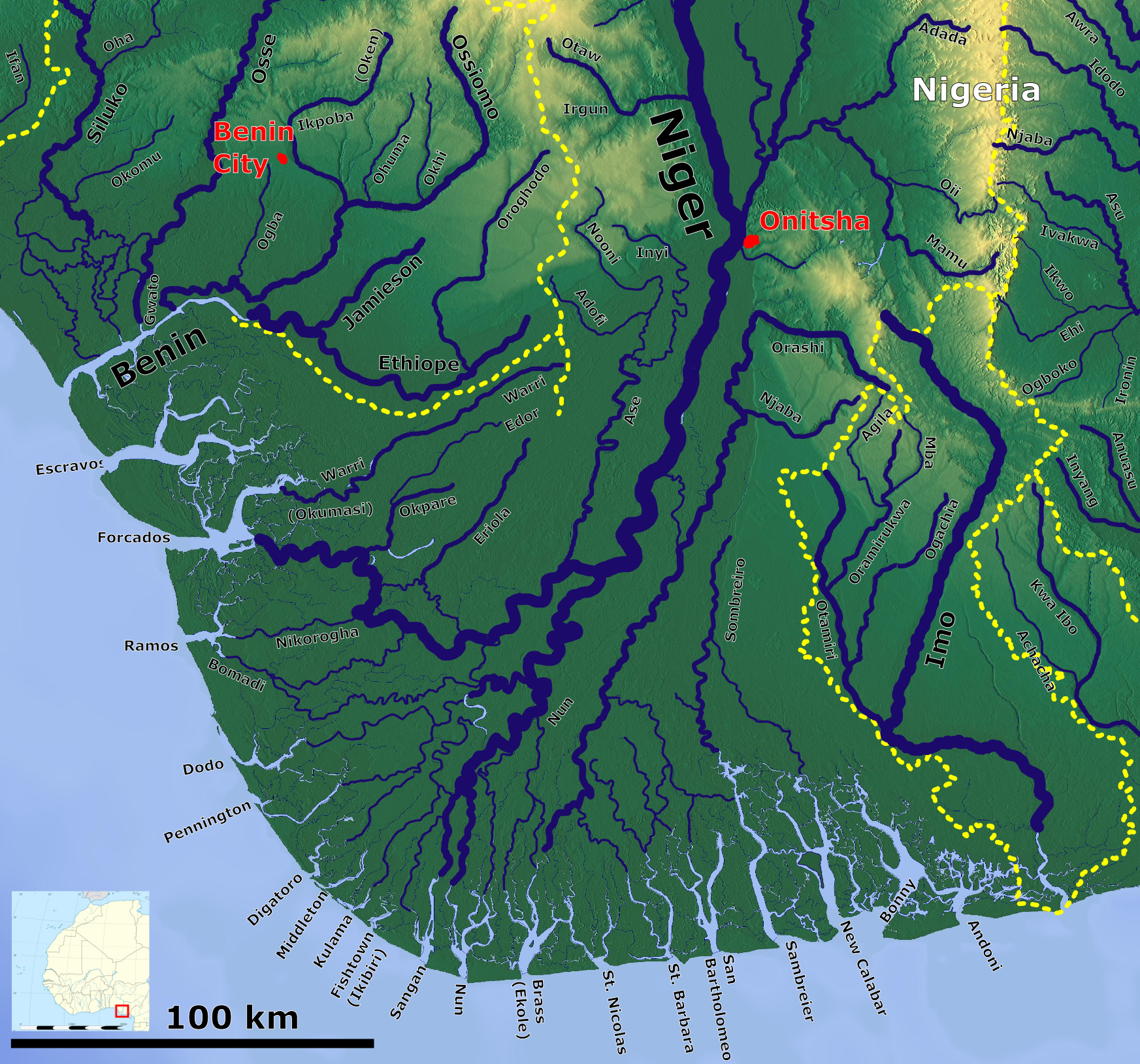
Karte des Deltas mit den Einzugsgebietsgrenzen (gelb)

Der Fluss Niger fließt lange nach Nordost und Südost und orientiert sich auf seinen grob etwa 500 letzten Kilometern in Generalrichtung Süden. Wenn der Niger das Delta erreicht, teilt er sich fächerförmig auf. Dabei haben sich zwei Hauptarme herausgebildet: ein westlicher Arm, der Forcados und ein östlicher Arm, der Nun, der allerdings tatsächlich eher in südsüdwestliche Richtung fließt. Im Mündungsdelta reicht die Fließrichtung zuletzt von Richtung 4 bis 9 Uhr.
An der Mündung des Niger fließen im Jahresdurchschnitt etwa 30.000 m³ Wasser pro Sekunde in den Südatlantik. Die Küste des Deltas ist relativ glatt (keine größeren Küstenzungen) und hat etwa die Form eines Drittelkreises. Das Nigerdelta beherbergt die größten Mangrovenwälder des afrikanischen Kontinents. Sie belegen eine Fläche von ca. 11.130 km² entlang des Küstensaums und dehnen sich bis weit ins Hinterland aus.
Die größte und bedeutendste Stadt im Nigerdelta ist Port Harcourt mit über 3,3 Millionen Einwohnern (2022). Sie ist die Hauptstadt des Bundesstaats Rivers. Die Niederschlagsmenge in Port Harcourt ist mit über 2400 mm sehr hoch.
Das Apoi Creek Forest Reserve, der Oguta-See und das Upper Orashi Forest Reserve wurden 2008 in die Liste der Feuchtgebiete von internationaler Bedeutung gemäß der Ramsar-Konvention aufgenommen.
Der Niger bildet auch in seinem Mittellauf ein Delta, wo er im Staat Mali – bei nordöstlicher Fließrichtung – ein ausgedehntes Moorgebiet erreicht. Dieses Binnendelta bei der Stadt Mopti und die umliegende Landschaft wird Massina oder Macina genannt.

## Ölförderung
Aus 5000 Bohrquellen werden im Nigerdelta pro Tag mehr als zwei Millionen Barrel Öl gefördert und in 7000 Kilometern Rohrleitungen verteilt. Beteiligte Unternehmen sind Shell, Chevron, ExxonMobil und Total, die teils in Joint Ventures mit dem nigerianischen Staat agieren.

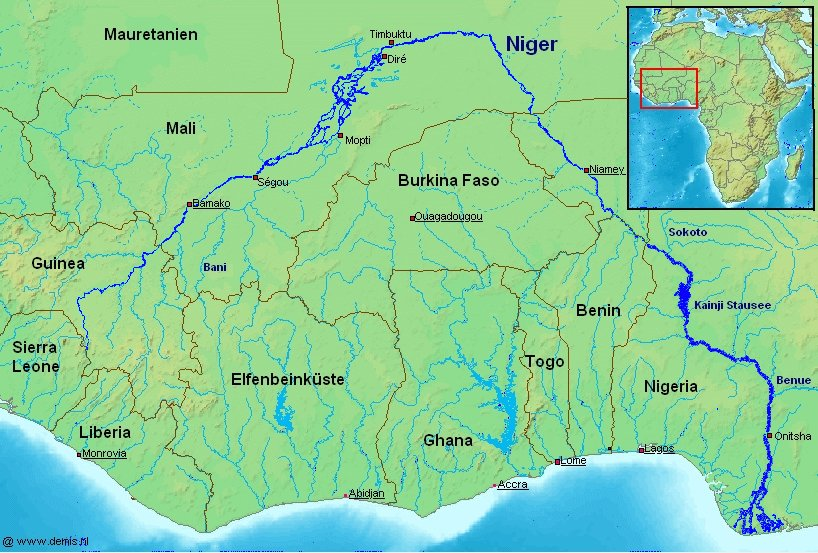
Flusslauf des Niger

## Umwelt
Die Umwelt wird enorm durch Pipelines bzw. durch die Erdölförderung verschmutzt, somit leiden auch die Mangrovensümpfe und deren Einwohner.
Laut einer im August 2011 veröffentlichten Studie der UNEP würde eine Sanierung der verschmutzten Regionen bis zu 30 Jahre dauern und mindestens eine Mrd. Dollar benötigen; für die Bereitstellung dieses Kapitals schlug die UNEP die Bildung eines Fonds vor, welcher von der nigerianischen Regierung und den verantwortlichen Mineralölunternehmen finanziert werden sollte.
Im Jahr 2013 führten die genannten Missstände zur Klassifizierung des Deltas unter den Top 10 der am stärksten verseuchten Gebiete der Erde durch das Blacksmith Institute.
Im Februar 2021 sprach der Oberste Gerichtshof Großbritanniens den Bewohnern des Nigerdeltas das Recht zu, Royal Dutch Shell vor britischen Gerichten wegen Umweltverschmutzung zu verklagen. Zuvor hatte bereits ein Berufungsgericht im niederländischen Den Haag ähnlich entschieden.

### Illegale / unfachmännische Raffinerien
Eine weitere und nicht unerhebliche Ursache der Umweltverseuchung im Nigerdelta sind illegale Raffinerien, die für Ortsansässige oft die letzte verbliebene Möglichkeit zum Broterwerb darstellen.
Von Pipelines oder von verlassenen Probebohrungen (wie bei der Den Haager Gerichtsentscheidung, siehe voriges Kapitel) illegal und unfachmännisch abgezapftes Erdöl wird über einem Feuer erhitzt. Die daraus aufsteigenden leichten Bestandteile wie Kerosin oder Diesel werden mit einer Haube abgefangen, auf Umgebungstemperatur gekühlt und in Fässer geleitet. Dabei bleiben unweigerlich und in ähnlich großen Mengen die schwereren Bestandteile übrig, das Schweröl. (In professionellen Raffinerien wird das Schweröl mit riesigen Anlagen in leichtere Bestandteile „gecrackt“, dazu fehlt bei den „artisan refiners“ jedoch das Kapital und die Fachkenntnis. Das Cracking wird in Nigeria erst seit Dezember 2023 in Testläufen der Raffinerien in Lagos und Port Harcourt durchgeführt.) Es gibt keine Entsorgungsmöglichkeit und der Transport dahin durch das Labyrinth seichter Wasserwege wäre auch zu umständlich und kostspielig, darum entsorgt man das Schweröl dort, wo es entsteht: in den Mangrovenwäldern.
Da zu den leichteren Bestandteilen des Erdöls auch die explosiven Gase Propan und Butan gehören, kommt es regelmäßig zu Unfällen, von der Gefahr durch explosive Dämpfe flüchtiger Kohlenwasserstoffe (wie Benzin) ganz abgesehen. Viele der „handwerklichen Raffinierer“ tragen darum auch Brandwunden und können von Kollegen berichten, die ihr Handwerk das Leben gekostet hat. Da sie auch nicht Schwermetalle und Schwefelverbindungen aus der zähen, schwarzen Brühe extrahieren, ist der Kontakt des Schweröls mit der Haut gesundheitsgefährdend. Viele Bewohner des Nigerdeltas sind krank, auch im entfernten Port Harcourt klagen Menschen über die Umweltverseuchung. 2017 und 2018 wurde in Port Harcourt eine hohe Belastung der Luft durch Rußteilchen festgestellt. Innerhalb eines Zeitraums von 450 Tagen war die Luft in Port Harcourt nach der Klassifizierung der EPA an 85 Tagen „sehr ungesund“ und an 13 Tagen „gefährlich“. Bewohner der Stadt klagen über eine schwarze Schicht, die sich überall bildet und über gesundheitliche Probleme.
Wenn nigerianische Streitkräfte im Januar 2024 die Zerstörung von beinahe 6.000 illegalen Raffinerien im Nigerdelta meldeten, kann man daraus errechnen, dass diese Anlagen im Schnitt nur auf anderthalb Kilometer Abstand voneinander liegen – eine Dunkelziffer nicht mitgerechnet.
In einer vorsichtigen Hochrechnung für das Nigerdelta mit 10.000 in Betrieb befindlichen Anlagen dieser Art, die jede Nacht die bescheidene Menge von 10 Barrel (Standardfässern) Diesel/Kerosin etc. herstellen, ergeben sich daraus als Abfallprodukt 4,2 Mio. Kubikmeter Schweröl, die sich im Laufe jeden Jahres in die Mangrovenwälder ergießen, bzw. 19 Mal so viel wie bei der Ölkatastrophe der Amoco Cadiz 1978 (dort handelte es sich allerdings um Erdöl, also zur Hälfte eben auch um leichtere Bestandteile, die an der Oberfläche verdunsteten).

## Konflikte
Das Nigerdelta erklärte sich 1967 unter dem Namen Biafra für unabhängig, wurde jedoch im Biafra-Krieg bis 1970 gewaltsam wieder eingegliedert.
Durch die Ölexploration wurden wichtige Lebensgrundlagen (landwirtschaftliche Flächen, für Fischerei genutzte Gewässer) der Bevölkerung zerstört.

### Bis 2013
Die Rebellengruppe Movement for the Emancipation of the Niger Delta kämpft seit Anfang 2006 um die Kontrolle der einheimischen Minderheiten über das Nigerdelta. Die größte Minderheit im Nigerdelta bildet das Volk der Ijaw, viele Angehörige des Volksstammes versuchen, sich gegen ihre Ausbeutung zu wehren. Wie viele andere Minderheiten halten sie sich erfolgreich in den Mangrovensümpfen versteckt.
Insbesondere das Siedlungsgebiet der Ogoni im Nigerdelta war umkämpft. In den 1980ern, angeführt vom später exekutierten Schriftsteller Ken Saro-Wiwa wuchs der Widerstand gegen die Öl-Exploration, die ohne Bevölkerungsbeteiligung und Umweltschutz durchgeführt wurde. Die Ölfelder im Ogoniland lagen bis 2021 aufgrund verschiedener Kämpfe zum Teil brach.
Generell war das Nigerdelta von Sabotagen und Entführungen sowie von Vergeltungsschlägen von Seiten der Regierung heimgesucht. Aufgrund der Konflikte im westlichen Teil des Nigerdeltas zog sich Shell 2006 aus diesem Gebiet zurück.

### Nach 2013
Präsident Jonathan erreichte 2014 gegen finanzielle Zusicherungen einen „Waffenstillstand“ mit den wichtigsten Rebellengruppen im Nigerdelta. Es wurde in die Infrastruktur der unterentwickelten Region investiert, z. B. durch die Gründung der Maritime University in Okerenkoko. Kritiker sehen darin einen modernen Ablasshandel bzw. die Subventionierung von Kriminellen. Immerhin lassen sich in sozialen Netzwerken und den Medien nach 2016 kaum noch Aktivitäten dieser Rebellengruppen finden. Viele der Anführer sind mittlerweile verstorben, ausgewandert, führen Konflikte gegeneinander oder haben eine bürgerliche Existenz aufgebaut. In westlichen Medien, auch in Wikipedia-Artikeln, wird gelegentlich suggeriert, dass die Rebellengruppen im Nigerdelta an Aktivität und Zulauf zunehmen – Katrin Gänsler von der TAZ titelt z. B. 2021: „In Biafra wächst die Unruhe“ – eine konkrete Untersuchung deutet jedoch eher auf das Gegenteil (siehe untenstehende Tabelle). Der eher rechtskonservative Peter Zeihan meint, die Leistung der Rebellengruppen im Nigerdelta läge v. a. im Ersinnen salbungsvoller Organisationsnamen.
Die vermeintliche „Ruhe“ im Nigerdelta nach 2016 könnte angesichts der bestehenden Umweltverseuchung und der Strukturschwäche der Region auch an der nach 2013 erfolgten Emigration der ursprünglichen Einwohner in die großen Städte wie Calabar, Port Harcourt, Owerri oder Bonny oder in andere Teile Nigerias oder nach Europa liegen.
| Organisation / Person                                                    | Letzte feststellbare Aktivität (laut englischsprachiger Wikipedia und Medienmeldungen)                                                  |
| Movement for the Emancipation of the Niger Delta (MEND)                  | Keine Anschläge mehr seit 2013, gelegentliche Festnahme der Anführer                                                                    |
| Niger Delta People's Volunteer Force (NDPVF)                             | Anführer Dokubo akzeptiert Amnestieregelung 2007, danach keine weiteren Aktivitäten, Auswanderung Dokubos 2013                          |
| Movement for the Actualization of the Sovereign State of Biafra (MASSOB) | Verhaftung von 25 Mitgliedern 2015, danach keine weiteren Aktivitäten                                                                   |
| Ijaw Youth Council                                                       | Abspaltung der Niger Delta People´s Volunteer Force (siehe oben) 2004, danach keine weiteren Aktivitäten                                |
| Ijaw National Congress (INC)                                             | Intern umstrittene Wahl eines neuen Präsidenten 2023; Drohung, Ölinstallationen zu sabotieren 2023                                      |
| Pan Niger Delta Forum (PANDEF)                                           | Angebliche „Dachorganisation der Völker im Nigerdelta“, aber kein Eintrag in Wikipedia, dafür gelegentliche Einträge im Facebook-Profil |
| Movement for the Survival of the Ogoni People (MOSOP)                    | Außergerichtliche Einigung Shell und Familie von Saro-Wiwa 2009, Rede bei Veranstaltung 2014                                            |
| Niger Delta Liberation Force                                             | „Bürgerkrieg“ innerhalb der Niger Delta Liberation Force 2013, Interview 2016; Aufruf an Militante, den Frieden nicht zu stören 2022    |
| Assembly Of Niger-Delta Indigenous People (ANDIP)                        | Interview des Vorsitzenden 2020, kein Eintrag in Wikipedia                                                                              |
| Niger Delta Avengers                                                     | Letzter Anschlag 2016, letzter Eintrag auf Webseite 2018, Drohung zur Wiederaufnahme von Anschlägen 2021                                |
| Niger Delta Vigilante                                                    | Konflikt mit der Niger Delta People's Volunteer Force (NDPVF, siehe oben) 2003, Kooperation mit Regierung seit 2004                     |
| Niger Delta Greenland Justice Mandate                                    | Einige Anschläge in 2016, danach keine Aktivitäten                                                                                      |
| Henry Okah                                                               | Vermutlicher Anschlag 2010, Verhaftung in Südafrika, lebenslange Haftstrafe 2018                                                        |
| Ebikabowei „Boyloaf“ Victor-Ben                                          | Verhaftung 2013; Heirat 2017; Heirat 2022; Vorwürfe, von Regierung Einnahmen erhalten zu haben 2023                                     |
| Government Oweizide Ekpemupolo („Tompolo“)                               | 2014 bis 2020 untergetaucht, Vertrag mit Regierung 2022 zur Bewachung von Pipelines, arbeitet als Priester                              |